# 樟木桥街道
德山镇，是中华人民共和国湖南省常德市武陵区下辖的一个乡镇级行政单位。

## 行政区划
德山镇下辖以下地区：
莲心社区、五一社区、樟木桥社区、民建社区、河家坪社区、崇德社区、永丰社区、檀树坪村、龙潭庵村、七星庵村、二里岗村、茶叶岗村、枫树岗村、株木山村和益阳冲村。